# Giorni di vento
Giorni di vento è un brano del gruppo musicale rock italiano Litfiba. È il primo singolo estratto, il 17 maggio 2005, dall'album in studio Essere o sembrare.

## Tracce
- Giorni di vento - 4:07

## Formazione
- Gianluigi Cavallo - voce
- Ghigo Renzulli - chitarra
- Gianluca Venier - basso
- Gianmarco Colzi - batteria
- Antonio Aiazzi - tastiera